# Margit Holmberg
Esther Margit Holmberg, född 25 maj 1912 i Annedal,  Göteborg, död 26 februari 1989 i Örgryte, samma stad, var en svensk författare, sångerska, målare och grafiker.
Hon var dotter till musikdirektören Olof Holmberg och Esther Lundén. Holmberg studerade vid Slöjdföreningens skola i Göteborg 1927–1930 och i S Wallins ateljé 1930–1932 samt vid Otte Skölds målarskola i Stockholm 1933–1934 och grafik vid Statens håndverks- og kunstindustriskole i Oslo. Separat ställde hon ut ett flertal gånger i Göteborg och hos konstföreningen Aura i Lund. Tillsammans med Greta Johansson ställde hon ut i Uddevalla 1954. Hon medverkade i samlingsutställningar på Göteborgs konsthall och med Oslo Kunstforening. Hennes konst består av porträtt, figurer, stadsbilder samt illustrerat egna barnböcker. Bland hennes barnvisor märks Trollmors vaggsång.